# Павсаний Дамасский
Павса́ний (греч. Παυσανίας) — древнегреческий историк последней четверти II века до н. э., вероятный автор сочинения «Περίοδος του Νικομήδη» —  работы по географии, написанной на древнегреческом языке трёхстопным ямбом и посвящённой царю Вифинии по имени Никомед — это может быть либо Никомед II Эпифан (149—127 до н. э.) либо его сын Никомед III Эвергет (127—94 до н. э.). Длительное время авторство сочинения было неизвестно и публиковалось под условным именем Псевдо-Скимн. 
Автор сочинения явно берёт за образец Аполлодора Афинского, написавшего трёхстопным ямбом хронику для царя Пергамского Аттала II.
Сочинение описывает побережья Испании, Лигурии и Чёрного моря, содержит данные о различных греческих колониях, описывает умбров, кельтов, либурнов и другие народы.